# Alcis miyashitai
Alcis miyashitai är en fjärilsart som beskrevs av Inoue 1982. Alcis miyashitai ingår i släktet Alcis och familjen mätare. Inga underarter finns listade i Catalogue of Life.